# 杰久里
杰久里（Jejuri），是印度马哈拉施特拉邦浦那县的一个城镇。总人口12000（2001年）。

## 人口
该地2001年总人口12000人，其中男性6276人，女性5724人；0—6岁人口1671人，其中男904人，女767人；识字率73.16%，其中男性为78.63%，女性为67.16%。